# Oblast de Drohobytch
1939–1959
L'oblast de Drohobytch (en ukrainien : Дрогобицька область, Drohobyts'ka oblast’) ou oblast de Drogobytch (en russe : Дрогобычская область, Drogobytchskaïa oblast) est une division territoriale et administrative de la république socialiste soviétique d'Ukraine, en Union soviétique. Créée en 1939, elle fut supprimée en 1959. Sa capitale était la ville de Drohobytch.

## Histoire
L'oblast de Drohobytch était l'une des six oblasts créées sur le territoire de l'Ukraine occidentale à la suite de l'invasion de la Pologne par l'Armée rouge en septembre 1939, puis de l'annexion de ce territoire par l'Union soviétique. Les cinq autres étaient les oblasts de Lviv, Rivne, Stanislav (Ivano-Frankivsk), Tarnopil (Ternopil) et Volhynie. 
L'oblast de Drohobytch fut subdivisée en 30 raïons en février 1940. L'année suivante, elle fut occupée par l'Allemagne nazie. En mars 1945, libérée de l'occupation allemande, l'oblast de Drohobytch céda les raïons de Birtchanskyï, Liskivskyï et une partie du raïon de Peremychlskyï (avec la ville de Przemyśl) à la Pologne. En 1948, le raïon de Medykivskyï fut cédé à la Pologne et en 1951, ce fut celui de Nyjnie-Oustrytskyï. Enfin, en 1957 et en 1959, quatre des raïons subsistants furent supprimés.
En 1959, l'oblast de Drohobytch fut abolie et son territoire rattaché à l'oblast de Lviv. Ce fut le dernier changement territorial majeur survenu dans le découpage administratif de l'Ukraine, au niveau des oblasts. Au moment de sa suppression, l'oblast de Drohobytch comptait 20 raïons et 4 villes subordonnées à l'oblast (Boryslav, Drohobytch, Sambir, Stryï).

## Géographie
L'oblast de Drohobytch couvrait une superficie de 9 600 km2.

## Population
La population de l'oblast de Drohobytch s'élevait à 853 000 habitants en 1956.